# Питке-Мяки
Пи́тке-Мя́ки (фин. Pitkämäki) — упразднённая деревня на территории современного Колтушского городского поселения (до 2013 года — Разметелевского сельского поселения) Всеволожского района Ленинградской области.

## География
Находилась на Колтушской возвышенности, южнее и смежно с деревней Разметелево, севернее и смежно с деревней Мяглово.

## История
Большую часть населения деревни составляли переселенцы и потомки переселенцев из Финляндии, так называемые «финляндские карелы».

ПЯТКИЯ-МЯГИЯ — посёлок около деревни Мяглово, починок арендаторов на земле Ильиных, 16 дворов, 40 м. п., 33 ж. п., всего 73 чел. (1896 год)

В 1926 году был организован Мягловский финский национальный сельсовет, население которого составляли: финны — 1293, русские — 3, другие нац. меньшинства — 48 человек. 
В сельсовет входили деревни: Мяглово, Питкя-Мяги, Пустошь Новая, Розмителево, Рыжики, Хяники.

ПИТКЯ-МЯГИ — деревня в Мягловском сельсовете Ленинской волости, 16 хозяйств, 65 душ.
 
Из них: русских — 3 хозяйства, 13 душ; финнов-ингерманландцев — 4 хозяйства, 14 душ; финнов-суоми — 9 хозяйств, 38 душ; (1926 год) 

В 1931 году был образован Новопустошский финский национальный сельсовет, включивший в себя Мягловский и Манушкинский национальные сельсоветы.
По административным данным 1933 года деревня называлась Питкемяки и входила в состав Новопустошского финского национального сельсовета.

ПИТКЕ-МЯГИ — деревня Ново-Пустошского сельсовета, 80 чел. (1939 год)

- Деревня Питкямяки на карте 1939 года
- План деревни Питкямяки. 1939 год

Национальный сельсовет был ликвидирован весной 1939 года.
Упоминается как деревня Питкямяки, состоящая из 5 дворов на картах конца 1930-х — начала 1940-х годов.
До 1942 года — место компактного проживания ингерманландских финнов.
В настоящее время — северная часть деревни Мяглово смежная с автодорогой Р21 (E 105) «Кола» (Санкт-Петербург — Петрозаводск — Мурманск). На автодороге, в месте расположения упразднённой деревни, находится автобусная остановка Питке-Мяки.